# ليبرتي جلوبال
ليبرتي جلوبال بي أل سي هي شركة اتصالات متعددة الجنسيات يقع مقرها الرئيسي في لندن وأمستردام ودنفر . الأسماء القانونية الخاصة بها هي ليبرتي جلوبال بي أل سي و ليبرتي جلوبال بي في و ليبرتي جلوبال أنكوربريشن، مع طرح أول هذه الأسماء للتداول العام. تشكلت في عام 2005 باندماج الذراع الدولي لشركة ليبرتي ميديا وهي فرع من مجموعة تلفزيون الكابل الأمريكية تي سي أي ويونايتد جلوبالكوم (يو جي سي).
حققت ليبرتي جلوبال إيرادات سنوية بلغت 11.5 مليار دولار في عام 2019، ولها عمليات في ستة دول و20600 موظف. لديها 10.8 مليون مشترك في خدمة الكابل، أو 25.3 مليون وحدة توليد إيرادات (أر جي يو)، تجمع بين عملاء الفيديو والإنترنت والصوت.

## العمليات والمساهمات
تعمل ليبرتي جلوبال من خلال الشركات التابعة والمساهمات التالية:
- أوول ثري ميديا (50% نسبة ملكية مع وارنر برازرز. ديسكفري)
- أي تي في بي أل سي (المملكة المتحدة) (نسبة ملكية 9.9%)
- بلس بلاتفوما كانال (بولندا) (نسبة ملكية 17%)
- صن رايز (سويسرا) (نسبة ملكية 100%)
- تلينت (بلجيكا) (نسبة ملكية 100%)
  - بيز
  - بلاي ميديا
    - بلاي4
    - بلاي5
    - بلاي6
    - بلاي7
    - بلاي سبورتس
- يو بي سي النطاق العريض
  - يو بي سي سلوفاكيا
- فيرجن ميديا أيرلندا المحدودة
  - فيرجن ميديا تليفزيون
  - فيرجن موبايل (أيرلندا)
- فيرجن ميديا أو تو (نسبة ملكية 50%)
  - أو تو المملكة المتحدة
    - جييف جااف
    - تيسكو موبايل (نسبة ملكية 50% )

  - فيرجن ميديا بيزنس (المملكة المتحدة)
    - فيرجن ميديا بيزنس المحدودة
    - فيرجن موبايل (المملكة المتحدة)
- فودافون (نسبة ملكية 4.9% )
- فودافون زيجو (نسبة ملكية 50% )
  - فودافون هولندا
  - زيجو
    - زيجو سبورت
    - زيجو سبورت توتال